# Светско првенство у хокеју на леду 2022 — Дивизија I
Светско првенство дивизије I у хокеју на леду за 2022, је био међународни турнир у хокеју на леду који је организовала Међународна хокејашка федерација.
Турнир Групе А одржан је у Љубљани, Словенија, од 3. до 8. маја, а турнир Групе Б у Тихију, Пољска, од 26. априла до 1. маја 2022. године.
Након што је турнир отказан претходне две године због пандемије ковида 19, сви тимови су требали да остану у својим групама за издање 2022. године. Међутим, Француска и Аустрија, које су испале у Дивизију I Група А у 2019., поново су позване у топ дивизију да замене Русију и Белорусију, које је ИИХФ суспендовао због руске инвазије на Украјину. Литванија, која је 2019. испала у Дивизију I Група Б, поново је позвана у Дивизију I Група А како би у свакој групи био једнак број тимова.
Словенија је освојила турнир Групе А и остварила пласман у топ дивизију као и другопласирана селекција Мађарске. Пољска је освојила Групу Б и остварила пласман у групу А. После турнира, ИИХФ је одлучио да не испадну Румунија и Србију, које су завршиле на последњем месту у групама А и Б, како би се дивизија попунила до нормалног броја од дванаест тимова (по шест у свакој групи).

## Група А
Првенство прве дивизије групе А на светском шампионату 2022. играло се од 3. до 8. маја у Љубљани, Словенија. Све утакмице су се играле у дворани Тиволи у Љубљани. На турниру је учествовало 5 екипа, четири из Европе и једна из Азије, играло се по лигашком систему у чеетири кола. Две првопласиране екипе су обезбедиле наступ на првенству топ дивизије за 2023. годину, није било испадања у групу Б.
Титулу светског првака у првој дивизији групе А освојила је селекција Словеније која је остварила свих четири победа на турниру. На одиграних 10 утакмица постигнуто је укупно 64 голова, односно 6,4 погодака по утакмици. Све мечеве је уживо пратило 20.700 гледалаца или у просеку 2.070 гледаоца по утакмици. Титулу најефикаснијег играча турнира понео је играч првопласиране селекције, Жига Јеглич са 7 поена.

### Учесници
| Екипа        | Квалификације                           |
| ------------ | --------------------------------------- |
| Јужна Кореја | 3. место у Дивизији I, Група А          |
| Словенија    | Домаћин, 4. место у Дивизији I, Група А |
| Мађарска     | 5. место у Дивизији I, Група А          |
| Литванија    | 6. место у Дивизији I, Група А          |
| Румунија     | 1. место у Дивизији I, Група Б          |

### Резултати и табела
|  | Пласман на СП 2023 |

| #          | Репрезентација | Ут | П | Ппр | Ипр | И | ГД | ГП | ГР  | Бод |
| ---------- | -------------- | -- | - | --- | --- | - | -- | -- | --- | --- |
| 1. (17/49) | Словенија      | 4  | 4 | 0   | 0   | 0 | 22 | 5  | +17 | 12  |
| 2. (18/49) | Мађарска       | 4  | 3 | 0   | 0   | 1 | 12 | 9  | +3  | 9   |
| 3. (19/49) | Литванија      | 4  | 2 | 0   | 0   | 2 | 13 | 13 | 0   | 6   |
| 4. (20/49) | Јужна Кореја   | 4  | 1 | 0   | 0   | 3 | 9  | 15 | −6  | 3   |
| 5. (21/49) | Румунија       | 4  | 0 | 0   | 0   | 4 | 8  | 22 | −14 | 0   |

Извор:ИИХФ

Правила пласмана: 1) бодови; 2) међусобни сусрет; 3) међусобна гол-разлика; 4) међусобни број постигнутих голова; 5) резултат против најближе најбоље рангиране екипе ван изједначених екипа; 6) резултат против другопласиране екипе ван изједначених екипа; 7) носиоци пре турнира. 

| 3. мај 2022. 15:30 | Мађарска | 5 : 1 2:0, 3:0, 0:1 | Јужна Кореја | Дворана Тиволи, Љубљана Посетилаца: 1.500 |

| Извор | Извор | Извор | Извор | Извор |
| ----- | ----- | ----- | ----- | ----- |
|       |       |       |       |       |
|       |       |       |       |       |
|       |       |       |       |       |
|       |       |       |       |       |

| 3. мај 2022. 19:00 | Словенија | 4 : 2 1:0, 2:0, 1:2 | Литванија | Дворана Тиволи, Љубљана Посетилаца: 2.500 |

| Извор | Извор | Извор | Извор | Извор |
| ----- | ----- | ----- | ----- | ----- |
|       |       |       |       |       |
|       |       |       |       |       |
|       |       |       |       |       |
|       |       |       |       |       |

| 4. мај 2022. 15:30 | Литванија | 1 : 2 0:1, 1:1, 0:0 | Мађарска | Дворана Тиволи, Љубљана Посетилаца: 1.500 |

| Извор | Извор | Извор | Извор | Извор |
| ----- | ----- | ----- | ----- | ----- |
|       |       |       |       |       |
|       |       |       |       |       |
|       |       |       |       |       |
|       |       |       |       |       |

| 4. мај 2022. 19:00 | Румунија | 1 : 9 1:1, 0:6, 0:2 | Словенија | Дворана Тиволи, Љубљана Посетилаца: 2.000 |

| Извор | Извор | Извор | Извор | Извор |
| ----- | ----- | ----- | ----- | ----- |
|       |       |       |       |       |
|       |       |       |       |       |
|       |       |       |       |       |
|       |       |       |       |       |

| 5. мај 2022. 15:30 | Румунија | 1 : 4 0:0, 1:2, 0:2 | Јужна Кореја | Дворана Тиволи, Љубљана Посетилаца: 1.000 |

| Извор | Извор | Извор | Извор | Извор |
| ----- | ----- | ----- | ----- | ----- |
|       |       |       |       |       |
|       |       |       |       |       |
|       |       |       |       |       |
|       |       |       |       |       |

| 6. мај 2022. 15:30 | Јужна Кореја | 3 : 5 1:2, 1:1, 1:2 | Литванија | Дворана Тиволи, Љубљана Посетилаца: 500 |

| Извор | Извор | Извор | Извор | Извор |
| ----- | ----- | ----- | ----- | ----- |
|       |       |       |       |       |
|       |       |       |       |       |
|       |       |       |       |       |
|       |       |       |       |       |

| 6. мај 2022. 19:00 | Словенија | 5 : 1 1:1, 2:0, 2:0 | Мађарска | Дворана Тиволи, Љубљана Посетилаца: 4.200 |

| Извор | Извор | Извор | Извор | Извор |
| ----- | ----- | ----- | ----- | ----- |
|       |       |       |       |       |
|       |       |       |       |       |
|       |       |       |       |       |
|       |       |       |       |       |

| 7. мај 2022. 15:30 | Литванија | 5 : 4 0:2, 3:1, 2:1 | Румунија | Дворана Тиволи, Љубљана Посетилаца: 1.000 |

| Извор | Извор | Извор | Извор | Извор |
| ----- | ----- | ----- | ----- | ----- |
|       |       |       |       |       |
|       |       |       |       |       |
|       |       |       |       |       |
|       |       |       |       |       |

| 8. мај 2022. 15:30 | Мађарска | 4 : 2 2:0, 1:2, 1:0 | Румунија | Дворана Тиволи, Љубљана Посетилаца: 2.500 |

| Извор | Извор | Извор | Извор | Извор |
| ----- | ----- | ----- | ----- | ----- |
|       |       |       |       |       |
|       |       |       |       |       |
|       |       |       |       |       |
|       |       |       |       |       |

| 8. мај 2022. 19:00 | Јужна Кореја | 1 : 4 0:2, 0:1, 1:1 | Словенија | Дворана Тиволи, Љубљана Посетилаца: 4.000 |

| Извор | Извор | Извор | Извор | Извор |
| ----- | ----- | ----- | ----- | ----- |
|       |       |       |       |       |
|       |       |       |       |       |
|       |       |       |       |       |
|       |       |       |       |       |

Напомена: Сатница свих утакмица је по локалном времену UTC+2.

## Група Б
Првенство прве дивизије групе Б на светском шампионату 2022. играло се од 26. априла до 1. маја у Тихију, Пољска. Све утакмице су се играле на стадиону Зимови у Тихију. На турниру је учествовало 5 екипа, четири из Европе и једна из Азије, играло се по лигашком систему у четири кола. Првопласирана екипа обезбедила је наступ на првенство прве дивизије групе А за 2023. годину, а није било испадања на првенство друге дивизије групе А за 2023. годину.
Титулу светског првака у другој дивизији групе Б освојила је селекција Пољске која је остварила три победе и једну победу након продужетака на турниру. На одиграних 10 утакмица постигнуто је укупно 73 голова, односно 7,3 погодака по утакмици. Све мечеве је уживо пратило 7.795 гледалаца или у просеку 798  гледаоца по утакмици. Најефикаснији играч турнира је био нападач селекције Јапана Јуширо Хирано са 10 поена. 

### Учесници
| Екипа    | Квалификације                           |
| -------- | --------------------------------------- |
| Пољска   | Домаћин, 2. место у Дивизији I, Група Б |
| Јапан    | 3. место у Дивизији I, Група Б          |
| Естонија | 4. место у Дивизији I, Група Б          |
| Украјина | 5. место у Дивизији I, Група Б          |
| Србија   | 1. место у Дивизији II, Група А         |

### Судије
За турнир су изабране шест судије и шест линијских судија.
| Главне судије                                                                           | Линијске судије                                                                                   |
| --------------------------------------------------------------------------------------- | ------------------------------------------------------------------------------------------------- |
| - Гофри Барсело - Даниел Ренч - Туро Вирта - Мичал Бака - Стефан Хурлиман - Андриј Кича | - Агрис Озолинш - Матеуш Буцки - Рафал Новорица - Даниел Конц - Грегор Миклич - Serhiј Караберјуш |

### Резултати и табела
|  | Пласман на СП 2023, дивизија I − група А |

| #          | Репрезентација | Ут | П | Ппр | Ипр | И | ГД | ГП | ГР  | Бод |
| ---------- | -------------- | -- | - | --- | --- | - | -- | -- | --- | --- |
| 1. (22/49) | Пољска         | 4  | 3 | 1   | 0   | 0 | 18 | 4  | +14 | 11  |
| 2. (23/49) | Јапан          | 4  | 3 | 0   | 0   | 1 | 23 | 9  | +14 | 9   |
| 3. (24/49) | Украјина       | 4  | 2 | 0   | 1   | 1 | 19 | 11 | +8  | 7   |
| 4. (25/49) | Естонија       | 4  | 1 | 0   | 0   | 3 | 9  | 20 | -11 | 3   |
| 5. (26/49) | Србија         | 4  | 0 | 0   | 0   | 4 | 4  | 29 | -25 | 0   |

Извор:ИИХФ 

Правила пласмана: 1) бодови; 2) међусобни сусрет; 3) међусобна гол-разлика; 4) међусобни број постигнутих голова; 5) резултат против најближе најбоље рангиране екипе ван изједначених екипа; 6) резултат против другопласиране екипе ван изједначених екипа; 7) носиоци пре турнира. 

| 26. април 2022. 16:30 | Србија | 0 : 8 0:2, 0:5, 0:1 | Јапан | Стадион Зимови, Тихи Посетилаца: 158 |

| Извор | Извор | Извор | Извор | Извор |
| ----- | ----- | ----- | ----- | ----- |
|       |       |       |       |       |
|       |       |       |       |       |
|       |       |       |       |       |
|       |       |       |       |       |

| 26. април 2022. 20:00 | Пољска | 3 : 0 1:0, 1:0, 1:0 | Естонија | Стадион Зимови, Тихи Посетилаца: 808 |

| Извор | Извор | Извор | Извор | Извор |
| ----- | ----- | ----- | ----- | ----- |
|       |       |       |       |       |
|       |       |       |       |       |
|       |       |       |       |       |
|       |       |       |       |       |

| 27. април 2022. 16:30 | Украјина | 7 : 0 2:0, 3:0, 2:0 | Србија | Стадион Зимови, Тихи Посетилаца: 328 |

| Извор | Извор | Извор | Извор | Извор |
| ----- | ----- | ----- | ----- | ----- |
|       |       |       |       |       |
|       |       |       |       |       |
|       |       |       |       |       |
|       |       |       |       |       |

| 28. април 2022. 16:30 | Јапан | 7 : 5 4:2, 1:3, 2:0 | Естонија | Стадион Зимови, Тихи Посетилаца: 264 |

| Извор | Извор | Извор | Извор | Извор |
| ----- | ----- | ----- | ----- | ----- |
|       |       |       |       |       |
|       |       |       |       |       |
|       |       |       |       |       |
|       |       |       |       |       |

| 28. април 2022. 20:00 | Украјина | 2 : 3 (пен) 1:2, 0:0, 1:0 | Пољска | Стадион Зимови, Тихи Посетилаца: 1.930 |

| Извор | Извор | Извор | Извор | Извор |
| ----- | ----- | ----- | ----- | ----- |
|       |       |       |       |       |
|       |       |       |       |       |
|       |       |       |       |       |
|       |       |       |       |       |

| 29. април 2022. 20:00 | Србија | 2 : 10 1:3, 0:3, 1:4 | Пољска | Стадион Зимови, Тихи Посетилаца: 1.420 |

| Извор | Извор | Извор | Извор | Извор |
| ----- | ----- | ----- | ----- | ----- |
|       |       |       |       |       |
|       |       |       |       |       |
|       |       |       |       |       |
|       |       |       |       |       |

| 30. април 2022. 16:30 | Јапан | 8 : 2 3:0, 3:2, 2:0 | Украјина | Стадион Зимови, Тихи Посетилаца: 350 |

| Извор | Извор | Извор | Извор | Извор |
| ----- | ----- | ----- | ----- | ----- |
|       |       |       |       |       |
|       |       |       |       |       |
|       |       |       |       |       |
|       |       |       |       |       |

| 30. април 2022. 20:00 | Естонија | 4 : 2 2:1, 1:0, 1:1 | Србија | Стадион Зимови, Тихи Посетилаца: 110 |

| Извор | Извор | Извор | Извор | Извор |
| ----- | ----- | ----- | ----- | ----- |
|       |       |       |       |       |
|       |       |       |       |       |
|       |       |       |       |       |
|       |       |       |       |       |

| 1. мај 2022. 16:30 | Пољска | 2 : 0 0:0, 1:0, 1:0 | Јапан | Стадион Зимови, Тихи Посетилаца: 2.422 |

| Извор | Извор | Извор | Извор | Извор |
| ----- | ----- | ----- | ----- | ----- |
|       |       |       |       |       |
|       |       |       |       |       |
|       |       |       |       |       |
|       |       |       |       |       |

| 1. мај 2022. 20:00 | Естонија | 0 : 8 0:1, 0:4, 0:3 | Украјина | Стадион Зимови, Тихи Посетилаца: 185 |

| Извор | Извор | Извор | Извор | Извор |
| ----- | ----- | ----- | ----- | ----- |
|       |       |       |       |       |
|       |       |       |       |       |
|       |       |       |       |       |
|       |       |       |       |       |

Напомена: Сатница свих утакмица је по локалном времену UTC+2.